# Comuna Zabarivka, Koriukivka
Zabarivka (în ucraineană Забарівка) este o comună în raionul Koriukivka, regiunea Cernihiv, Ucraina, formată din satele Kîrîlivka, Nova Buda, Volovîkî și Zabarivka (reședința).

## Demografie
Componența lingvistică a comunei Zabarivka
     Ucraineană (94,63%)
     Rusă (5,11%)
     Alte limbi (0,26%)
Conform recensământului din 2001, majoritatea populației comunei Zabarivka era vorbitoare de ucraineană (94,63%), existând în minoritate și vorbitori de rusă (5,11%).